# Garopaba
Garopaba é um município brasileiro do litoral sul do estado de Santa Catarina. Limita-se ao sul, com Imbituba, ao norte e a oeste com Paulo Lopes, e a leste com o Oceano Atlântico. O nome da cidade tem origem indígena e significa "enseada de barcos" ou "lugar de barcos".

## Contextualização arqueológica e etno-histórica

### Período pré-colonial
No litoral Sul de Santa Catarina o registro de ocupação humana é de aproximadamente 6.000 A.P. com a presença dos grupos conhecidos como sambaquieiros que ocuparam vastamente a região litorânea sendo a eles atribuída a construção dos monumentais sambaquis (monte de conchas). Mais recentemente, um pouco antes da colonização europeia nas terras brasileiras, por volta de 500 A.P a região recebe os grupos indígenas conhecidos como Tupi-Guarani (grafia com hífen remete a tradição linguística do grupo) que teriam partido da Amazônia seguindo os grandes rios, principalmente os rios Paraguai e Paraná até a foz do Rio da Prata, daí então se voltando para o litoral sul do Brasil.
Nesse panorama de ocupação regional, Garopaba se apresenta como um local de grande potencial arqueológico, onde atualmente há 24 sítios arqueológicos mapeados. Destes, sete são relacionados a povos pré-coloniais como os sambaquis, sete oficinas líticas, cinco cerâmico atribuídos a tradição Tupi-Guarani, dois representados por gravuras rupestres e três sítios associados ao período pré-colonial.

### Do período colonial até a emancipação político administrativa
Foram os índios Carijós os primeiros habitantes, que se tem conhecimento, da região. Em 1525, o espanhol Dom Rodrigo de Acuña, aportou o Galeão San Gabriel na Baia de Garopaba para fugir de um temporal.
No ano 1666 surgiu o primeiro povoado, formado por açorianos enviados pelo Império Português, procedentes a maioria da 3ª Ilha dos Açores. Em 1793, foi criada a Armação de São Joaquim de Garopaba. No ano de 1830 é elevada à freguesia. A paróquia foi criada por decreto do Governo Imperial, porém sua instalação oficial ocorreu no ano de 1846. Em 1890, com trabalho de mobilização da Freguesia, Garopaba é elevada a vila, com decreto do Governador Lauro Müller. No dia 8 de Abril do mesmo ano, o governador nomeia os membros do Conselho da Intendência que dirigira o Município. A instalação só ocorreu no dia 7 de Junho de 1890. A guarda Municipal é criada em 1896. Garopaba foi denominada município somente em 19 de dezembro de 1961, quando deixou de ser Distrito de Palhoça.

## Geografia
Localiza-se a uma latitude 28°01'24" sul e a uma longitude 48°36'48" oeste, estando a uma altitude de 18 metros. Fica a cerca de 90 quilômetros ao sul de Florianópolis, 410 km ao norte de Porto Alegre, 380 km ao sul de Curitiba, 800 km ao sul de São Paulo e 1.200 km ao sul do Rio de Janeiro, 1.470 km ao norte de Buenos Aires (Argentina) e 1.360 km ao norte de Montevidéu (Uruguai). Sua população estimada em 2009 era de 18.399 habitantes.

## Economia

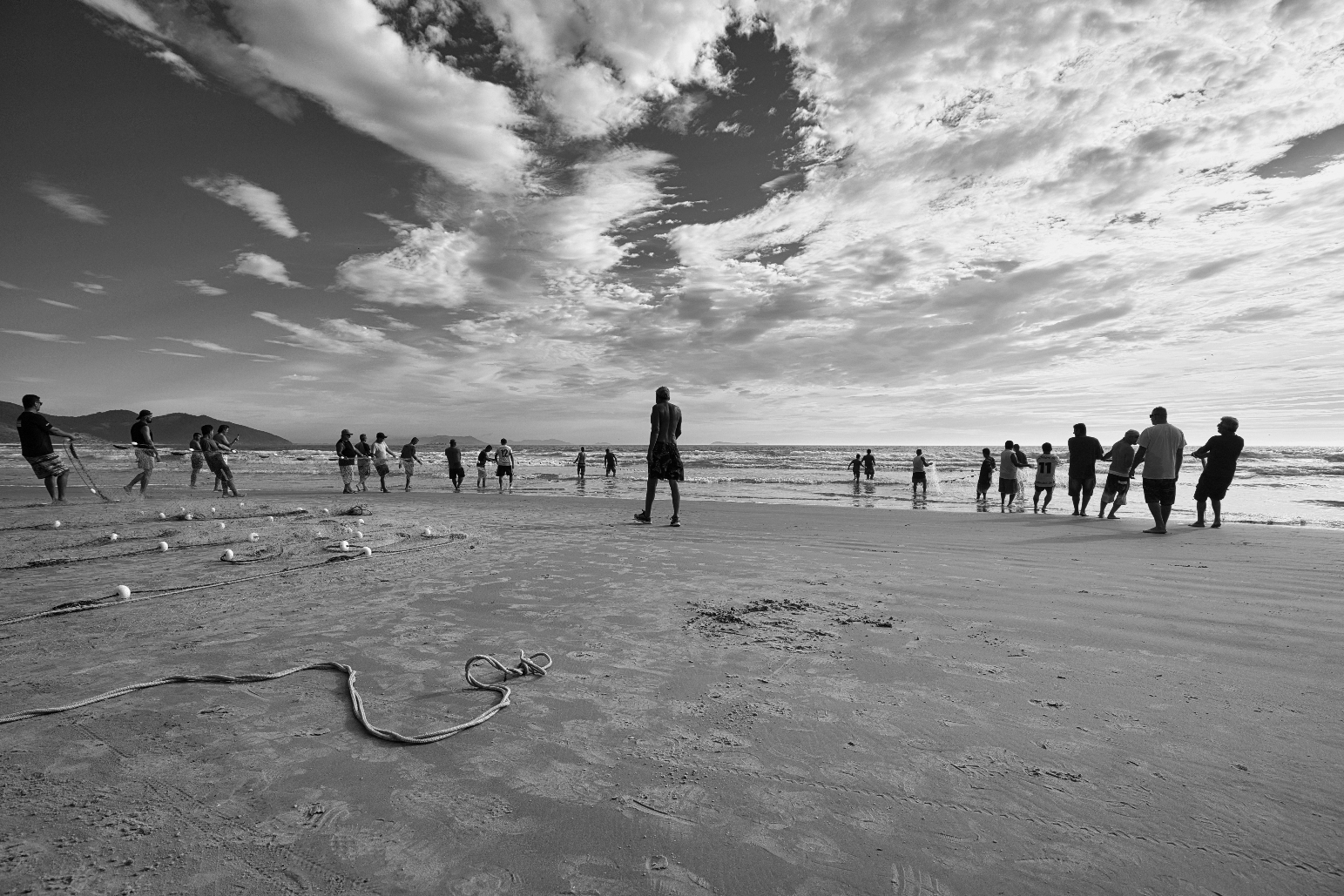
Pesca artesanal de Garopaba

As principais atividades econômicas do município são o turismo, a construção civil, a pesca artesanal (principalmente, a pesca da tainha e da anchova) e a agricultura de subsistência. Evidencia-se, também, a pecuária e o comércio, além de indústrias de confecções. Garopaba também vem se destacando como um polo de tecnologia e inovação.

## Turismo
A cidade recebe aproximadamente 140 mil turistas no verão, a maioria em busca de suas belas praias. Entre suas praias pode-se destacar Vigia, Ouvidor, Barra, Ferrugem, Siriú, Gamboa e Silveira, cercada pela Mata Atlântica, onde se pode observar as baleias francas. As praias são ótimas para a prática do surfe, recebendo surfistas do Brasil inteiro para desfrutarem de suas ondas.
No turismo religioso pode-se destacar a Gruta Nossa Senhora de Lourdes e a Igreja Matriz de São Joaquim, com característico estilo arquitetônico açoriano.
No mês de junho sempre acontece a Quermesse de Garopaba promovida pela Igreja São Joaquim. A festa é realizada na praça central e resgata tradições da cidade além de shows regionais e nacionais.